# توکوگاوا یوشینوبو (مجموعه تلویزیونی تایگا)
توکوگاوا یوشینوبو (به ژاپنی: 徳川慶喜 とくがわよしのぶ) نام یک مجموعه تلویزیونی تاریخی و سی و هفتمین سری از فیلم‌های مجموعه تلویزیونی تایگا است. این مجموعه توسط ان‌اچ‌کی در سال ۱۹۹۸ میلادی پخش شده است. داستان این مجموعه در مورد آخرین شوگون از شوگون‌سالاری توکوگاوا، شوگون پانزدهم، توکوگاوا یوشینوبو در دوره ادو است. این مجموعه داستان زندگی پرتلاطمی را که به احیای حکومت امپراتوری و پایان دوره شوگون‌سالاری انجامید، از دیدگاه مردم عادی دوره ادو به تصویر می‌کشد.

## خلاصه داستان
«شیچیرو مارو» (بعداً یوشینوبو) که به عنوان هفتمین پسر توکوگاوا ناری‌آکی، ارباب قلمرو میتو (امروزه استان ایباراکی) به دنیا آمد، از پدرش امکان تحصیل کاملی را دریافت کرد او که با استعداد بود به خوبی پرورش پیدا کرد و در سن ۱۱ سالگی به درخواست شوگون دوازدهم، توکوگاوا ایه‌یوشی، او به عنوان فرزند خوانده و وارث یکی از خاندان‌های گوسانکیو، خاندان هیتوتسوباشی توکوگاوا منصوب شد.
هنگامی که کشتی سیاه (کوروفونه) آمریکایی؛ در سال ۱۸۵۳ به اوراگا رسید و ژاپن در غوغا بود، یوشینوبو انتظارهای زیادی از شوگون‌سالاری داشت و به عنوان جانشین سیزدهمین شوگون، توکوگاوا ایه‌سادا، نامزد شد. با این حال، با ظهور یک مرد خاص، زندگی یوشینوبو به شدت تغییر کرد. این مرد ای نائوسوکه بود که در این زمان به قدرت رسید. در طول تصفیه آنسی، یوشینوبو به زندان محکوم شد و جانشین شوگون توکوگاوا ایه‌موچی تعیین شد.
با این حال، زمانی که ای نائوسوکه (۱۸۱۵–۱۸۶۰) در جریان حادثه ساکورادامون (۱۸۶۰) ترور شد، یوشینوبو یک فرمان امپراتوری (با در نظر گرفتن نقشه‌های شیمازو هیسامیتسو) دریافت کرد و سمت سرپرست شوگون توکوگاوا ایه‌موچی را به عهده گرفت. پس از نقل مکان به کیوتو، او قدرت خود را در عملیات نشان داد و از عقل و خرد خود برای زنده ماندن در زمان‌های پر هرج و مرج استفاده کرد که طوفان سوننو جوئی (به معنی حرمت‌گزاری به امپراتور، اخراج اجنبی) در حال وقوع بود.
در همین حال، ایه‌موچی از دنیا رفته بود، و زمانی که شوگون‌سالاری توسط جناح سرنگونی که هسته اصلی اتحاد ساتچو [اتحاد مخفیانه ساتسوما-چوشو، امضای توافقنامه در ۷ مارس سال ۱۸۶۶ ) در گوشه و کنار در خطر تهدید بود، یوشینوبو درخواست‌های مکرری از شوگون‌سالاری برای تصدی سمت شوگون را دریافت کرد و در نهایت   از طرف امپراتور کومی به عنوان پانزدهمین شوگون منصوب شد. با این حال، امپراتور مدت کوتاهی پس از تبدیل شدن او به شوگون درگذشت. در این زمان سرنوشت شوگون‌سالاری و ژاپن بر دوش یوشینوبو افتاد.